# 核シェルター

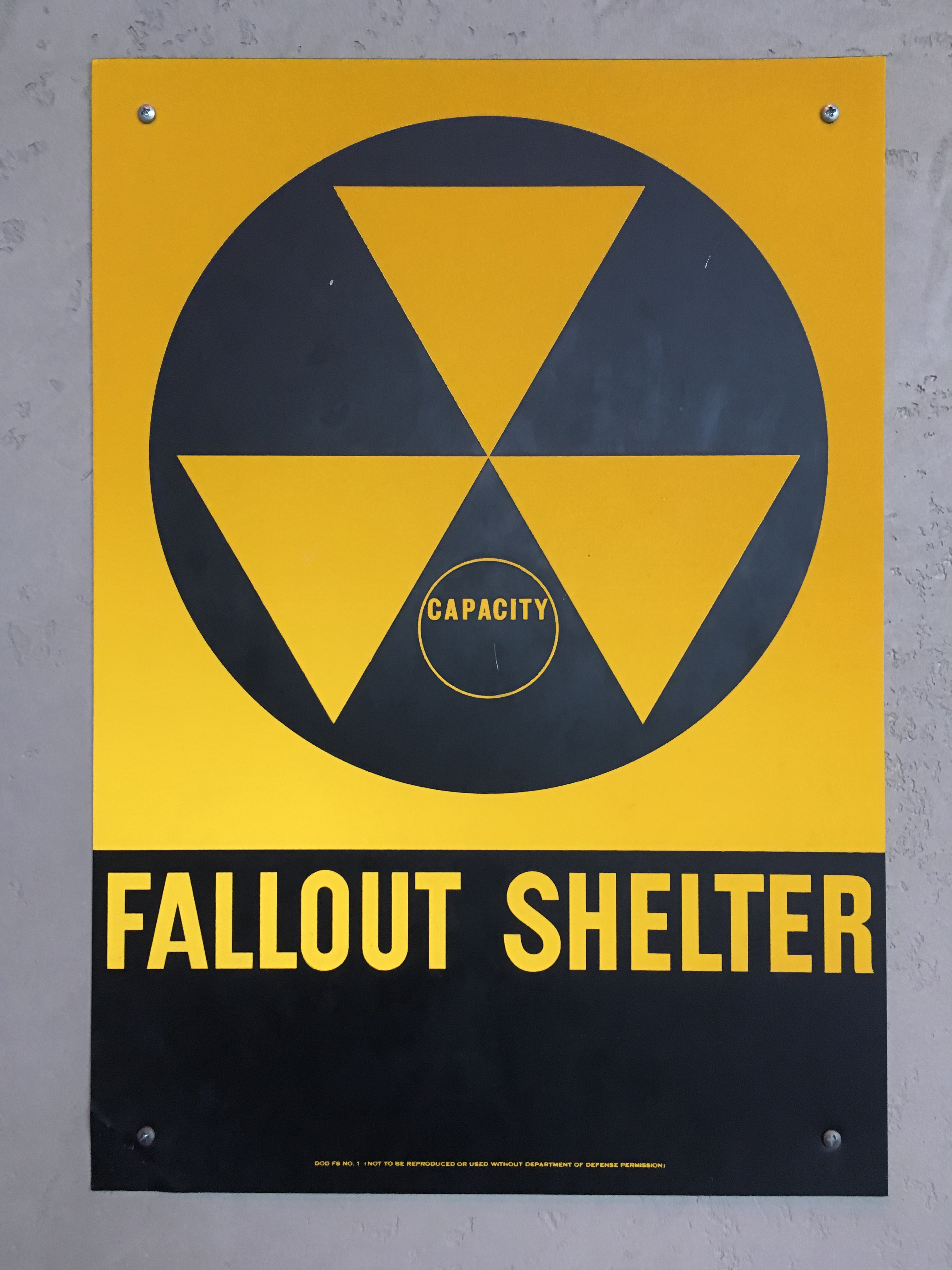
アメリカ陸軍工兵司令部が作成した核シェルターの場所を示すロゴ。

核シェルター（英語: Nuclear shelter）は「放射性降下物シェルター」（Fallout shelter）とも呼ばれ、一旦重大な核戦争が起こった場合の一時避難所（シェルター）である。

## 概要
放射性降下物シェルターは、核爆発による放射性物質の飛散や放射性降下物から居住者を保護するために特別に指定された閉鎖空間である。そのような避難所の多くは、冷戦中の民間防衛対策として建設された。

核爆発の間、結果として生じる火の玉で気化した物質は、爆発からの中性子にさらされ、それらを吸収し、放射性になる。この物質は雨の中で結露すると、軽石に似たほこりや軽い砂質の物質を形成する。そうした放射性降下物は、アルファ粒子とベータ粒子、およびガンマ線を放出する。
この高放射性物質の多くは地球に落下し、視線内のあらゆるものを放射線にさらし、重大な危険をもたらす。放射性降下物シェルターは、放射能がより安全なレベルに減衰するまで、居住者が有害な放射性降下物へ晒されるのを最小限に抑えることができるように設計されている。
アメリカ合衆国では、核シェルターへの連邦政府補助金は1970年代に正式に廃止された。

## 日本におけるシェルターの現状
日本におけるシェルター普及率は、0.02%(2014年)である。また、公共の場にシェルターを整備する公共事業の計画はないが、内閣官房・総務省では、国民保護のために『武力攻撃やテロなどから身を守るために』と題したマニュアルを作成している。その内容は、容易に実践できる民間防衛の要領である。例えば、大量破壊兵器が使用された際、有毒ガスや放射性物質を含む外気を阻むため、できるだけ窓のない一室を選び、目張りなどで密封して簡易的なシェルターに改造する方法（屋内退避）などが示されている。このマニュアルは、内閣官房が運営する国民保護ポータルサイトで閲覧できる。
東京などの大都市の地下鉄およびその駅について、「核シェルターとして造られた」という話が都市伝説として流れた例がある。特に国会議事堂前駅のように政治・軍事上の要所に近い駅は、こうした噂の題材となりやすいが、証明されたことはない。駅の構内に大人数を収容することは可能だが、換気装置がない限り、放射性降下物や化学兵器からの防護はできない。なお、首相官邸の危機管理センターは生物兵器や様々な事態を想定した入り口になっているとされる。
実際の核シェルターとしては、ハルマゲドンを唱えたオウム真理教が長野県内に核シェルターを建設しようとしていた例がある。
日本における人口あたりの核シェルター普及率は、NPO法人日本核シェルター協会調べによると0.02％という現状である（全人口に対し、何％の人を収容できるシェルターが存在するかを基準として）。これはスイス・イスラエル100％、アメリカ82％、イギリス67％などと比べて極端に低い。また、核シェルターを専門とした国内販売業者は、株式会社シェルターコンサルタントや株式会社織部精機製作所など数社に限られている。
最近では、北朝鮮によるミサイル発射や、2022年にロシアがウクライナに侵攻したことより、関心が高まっている。いくつかの自治体は、ふるさと納税の返礼品として核シェルターを用意していたり、ハウスメーカーが住宅展示場の様な身近な場所で販売するなどして、普及を進めようとしている。しかしながら、一般家庭における設置費用は1500万円から2000万円程度と高く、普及の足枷となっている。
日本では栃木県矢板市と茨城県結城市がふるさと納税の返礼品として核シェルター（防災核シェルター）を設定した実績がある。

## 例
- イスラエル・メルハブ・ムガン (Merkhav Mugan)
- アメリカ合衆国
  - シャイアン・マウンテン空軍基地
  - 大統領危機管理センター
  - ギリシャ島プロジェクト (Project Greek Island)
- カナダ・緊急政府本部 (Emergency Government Headquarters、ディーフェンバンカー（英語版）)
- スイス・ゾンネンベルク・トンネル (Sonnenberg Tunnel)[13]

などが知られている。
- イギリス
  - ウッドノートンホール（英語版） ‐ 第二次世界大戦中に臨時拠点・放送センターとされ、冷戦中も核戦争に備え核シェルターが整えられたとされるBBCの施設[14]。